# Fokale noduläre Hyperplasie
Die fokale noduläre Hyperplasie (FNH) ist eine gutartige Wucherung in der Leber und betrifft häufig Frauen (75 %). Es wird ein Zusammenhang mit der Einnahme von Kontrazeptiva vermutet.

## Pathologie
Typischerweise finden sich sternförmige Narben, bandartige fibröse Septen und Gallengangsproliferate. Die Wucherung (Hyperplasie) hat in der Regel keine Bindegewebskapsel.

## Diagnostik
In der Sonografie stellt sich der Befund meist isoechogen zum übrigen Lebergewebe dar. Bei Zugabe eines Ultraschall-Kontrastmittels wird die radspeichenartige Gefäßversorgung dargestellt. Durch das isodense bzw. isointense Verhalten in Computertomographie bzw. Magnetresonanztomographie ist der Befund schwer zu entdecken. Nach Kontrastmittel-Gabe mit wasserlöslichen Kontrastmitteln zeigt sich bei diesen Verfahren ein randständig starkes Kontrastmittel-Enhancement mit zentraler Hypodensität bzw. Hypointensität. Durch die Verwendung gallegängiger Kontrastmittel (Gadoxetic Acid = Primovist (R)) kann in der Magnetresonanztomographie in einer Spätphase mit hoher Empfindlichkeit eine Differenzierung erreicht werden.[1]

## Klinik
Die fokale noduläre Hyperplasie macht häufig keine Beschwerden und ist oftmals ein Zufallsbefund. Ansonsten kann ein Druckgefühl im Oberbauch imponieren.

## Therapie
In der Regel ist lediglich die Verlaufskontrolle angezeigt. Treten Beschwerden auf, kann die Hyperplasie operativ entfernt werden.
Die Mehrzahl der FNH-Patientinnen haben östrogenhaltige Kontrazeptiva eingenommen; Absetzen oder Fortführen dieser Medikation hat jedoch bei der Mehrzahl der Patientinnen keinen Einfluss auf das Wachstum der FNH.

## Belege
1. ↑  Herold G et al., Innere Medizin, S. 551.